# Tour du Grand Montréal
Il Tour du Grand Montréal era una corsa a tappe femminile di ciclismo su strada che si tenne nel territorio circostante Montréal, in Canada, dal 2002 al 2009 in giugno. Faceva parte del Calendario internazionale femminile UCI classe 2.1.

## Albo d'oro
Aggiornato all'edizione 2009.
| Anno | Vincitrice         | Seconda             | Terza                 |
| ---- | ------------------ | ------------------- | --------------------- |
| 2002 | Laura Van Gilder   | Deirdre Demet-Barry | Clara Hughes          |
| 2003 | Amber Neben        | Lynne Bessette      | Magali Le Floc'h      |
| 2004 | Judith Arndt       | Anita Valen         | Lynne Bessette        |
| 2005 | Oenone Wood        | Annette Beutler     | Dorte Lohse Rasmussen |
| 2006 | Christine Thorburn | Trixi Worrack       | Judith Arndt          |
| 2007 | Oenone Wood        | Trixi Worrack       | Katherine Bates       |
| 2008 | Judith Arndt       | Suzanne De Goede    | Oenone Wood           |
| 2009 | Kirsten Wild       | Trixi Worrack       | Lauren Tamayo         |